# Вилкут
Вилкут (на английски: Whilkut) е малко Калифорнийско индианско племе. Живели в горната част на Редууд Крийк, по Мад Ривър и в околностите на Макуа Бют в северозападна Калифорния. Етнически свързани с хупа и чилула. Преди европейския контакт наброяват около 500 души. Идентифицирани са 16 техни села и временни лагери по Мад Ривър и още 6 по северния и ръкав. В горната част на Редууд Крийк са идентифицирани 11 села и лагери и се предполага за съществуването на още 5. На белите стават известни като Редууд индианците или Мад Ривър индианците.
Сьомгата и друга риба са били основна храна. Допълвали диетата си с жълъди и дивеч. Малко е известно за културата им преди контакта с белите, освен че е сходна с тази на хупа. Живели в правоъгълни приземни дървени къщи от дъски или плочи кора и за разлика от техните роднини хупа не са имали отделни постройки за ритуала на изпотяването. Строяли и кръгли постройки вероятно покрити с кал за някои вътрешни церемонии. Тези постройки били подобни на пръстените домове или танцувалните къщи на хората в Северна Калифорния.
След пристигането на белите в земите им, за да оцелеят се принуждават да се присъединят към хупа в Хупа Вали. След 1870 г. някои техни потомци се завръщат по родните места, където през 1972 г. са регистрирани 20 – 25 души от тях. Около стотина техни потомци продължават да живеят сред хупа в резервата Хупа.